# پینسویل (اوهایو)
پینسویل(به انگلیسی: Painesville) شهری در ایالت اوهایو کشور ایالات متحده آمریکا است که جمعیت آن در سرشماری سال ۲۰۱۰ میلادی، ۱۹٬۵۶۳ نفر بوده‌است.